# Phyllonorycter iranica
Phyllonorycter iranica là một loài bướm đêm thuộc họ Gracillariidae. Nó được tìm thấy ở Iran.
Chiều dài cánh trước là about 4 mm.
Ấu trùng ăn Malus domestica. Chúng ăn lá nơi chúng làm tổ.